# Vertu cardinale
Une vertu cardinale est une vertu qui joue un rôle charnière (l'adjectif « cardinal » vient du latin cardo qui signifie « charnière, pivot ») dans l'action humaine, notamment dans la doctrine morale chrétienne, et détermine les autres vertus. Les vertus cardinales sont au nombre de quatre, à savoir la prudence, la tempérance, la force et la justice. Connues et louées par les philosophes avant le christianisme, elles forment avec les trois vertus théologales les sept vertus surnaturelles.
La prudence est la sagesse qui dispose la raison pratique à discerner, en toutes circonstances, le véritable bien et à choisir les justes moyens de l'accomplir. 
La tempérance assure la maîtrise de la volonté sur les instincts et maintient les désirs dans les limites de l'honnêteté, procurant ainsi l'équilibre dans l'usage des biens. 
La force est nécessaire à la pratique des autres vertus et s'oppose à la faiblesse. Il s'agit d'une qualité physique, et aussi d'une faculté qui permet de surmonter la faiblesse.   
Enfin la justice correspond à la constante et ferme volonté de donner moralement à chacun ce qui lui est universellement dû.

## Origines

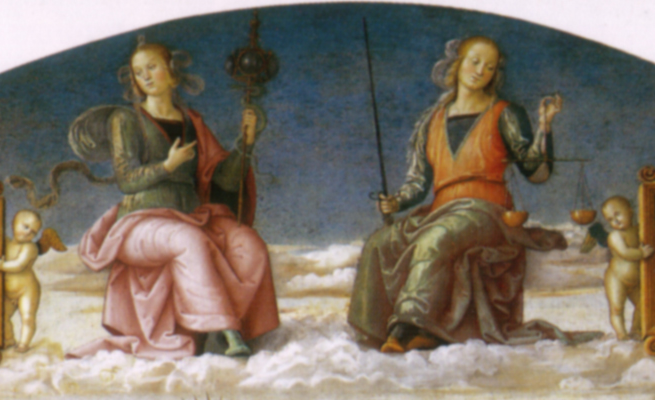
La Prudence et la Justice, par Le Pérugin, Collegio del Cambio, Pérouse.

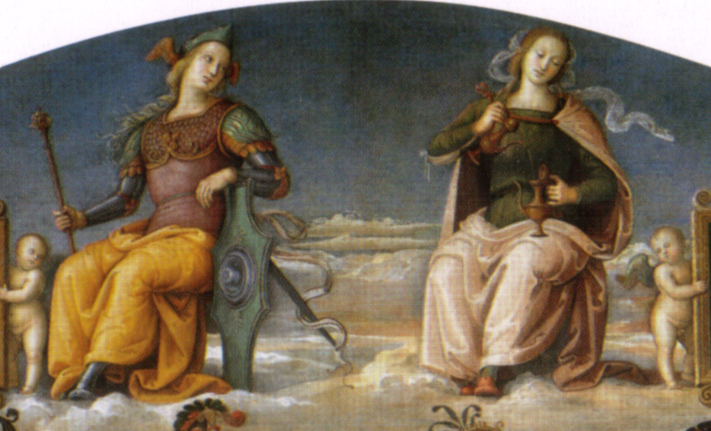
La Force et la Tempérance, par Le Pérugin, Collegio del Cambio, Pérouse.

Les vertus cardinales sont au nombre de quatre : la prudence, la justice, le courage et la tempérance. Elles ont été décrites par Aristote et Thomas d'Aquin,.  
Des quatre vertus, la prudence est la première et la principale. Il s'agit de la faculté de discernement, qui détermine toutes les actions humaines. C'est elle qui permet de régler et d'évaluer le bien dans les attitudes humaines. La prudence naturelle, en est la partie utilitaire. La prudence surnaturelle concerne le Salut et la grâce. Considérée comme un don de Dieu, elle est assimilable à la sagesse.   
La justice est la seconde vertu, valeur indispensable à l'accomplissement du bien commun. Elle est définie par Thomas d’Aquin comme une volonté fondée sur l'harmonie entre deux personnes ou appliquée universellement. Elle repose sur le principe de l’égalité arithmétique ou de la valeur respective et des mérites inégaux.   
La force est nécessaire à la pratique des autres vertus et s'oppose à la faiblesse. Il s'agit d'une faculté qui permet de surmonter la faiblesse du péché.   
La tempérance est la quatrième vertu, et se caractérise par la modération, la maîtrise des excès, des pulsions et des passions. Elle permet de dompter et de canaliser les élans de la nature, en apportant de la mesure et de la raison.   

Selon Platon, les biens, soit existent par eux-mêmes, soit sont le résultat d'une perception. La seconde espèce ici décrite découlant de la première. Ce groupe de quatre vertus fut mis en évidence par Platon, suivi par Aristote et les philosophes stoïciens. Pour Aristote : 
« la vertu est essentiellement ce dans et par quoi l'homme se rend supérieur au destin, grâce à la maîtrise de ses passions et à l'exploitation de ses possibilités d'action ».
L'ordre d'importance platonicien est le suivant : la prudence, la tempérance, la justice et la force.
Ces quatre vertus sont également présentes dans le judaïsme hellénistique (Philon d'Alexandrie, IVe livre des Maccabées) et chez les pères de l'Église.
D'après le philosophe Marcel Conche, Confucius énonce lui aussi quatre vertus « inhérentes à l'homme » : humanité, justice ou équité, prudence, vaillance.

## Chez les pères de l'Église
Ambroise de Milan écrit :

« Quel devoir des vertus fondamentales fit défaut à ces hommes ? De ces vertus, ils mirent au premier rang la prudence qui s'applique à la découverte du vrai et inspire le désir d'une science plus complète ; au second rang, la justice qui accorde son dû à chacun, ne réclame pas le bien d'autrui, néglige son utilité propre, afin de sauvegarder l'équité entre tous ; en troisième lieu, la force qui se distingue dans les activités de la guerre et dans la paix, par la grandeur et l'élévation de l'âme, et qui se signale par la vigueur physique ; au quatrième rang, la tempérance qui observe la mesure et l'ordre en tout ce que nous estimons devoir faire ou dire. »

Augustin d'Hippone, contemporain d'Ambroise, reprend les vertus cardinales en les articulant à la fin ultime de l'homme, à savoir l'amour de Dieu : 

« Si la vertu est le chemin du bonheur, que peut être la vertu sinon amour souverain pour Dieu ? Quand donc on dit qu'elle est quadruple, je crois qu'on l'entend des divers états de cet amour. (…) La tempérance, c'est l'amour se donnant tout entier à l'objet aimé ; la force, c'est l'amour supportant tous les maux à cause de l'objet aimé; la justice, l'amour soumis au seul objet aimé, et par suite régnant sur tout le reste avec droiture ; enfin, la prudence, c'est l'amour faisant un choix judicieux de ce qui peut lui être utile à l'exclusion de ce qui peut lui être nuisible. (Saint Augustin, Des mœurs de l’église catholique, livre 1, ch.15). »

## Vertus cardinales et vertus théologales

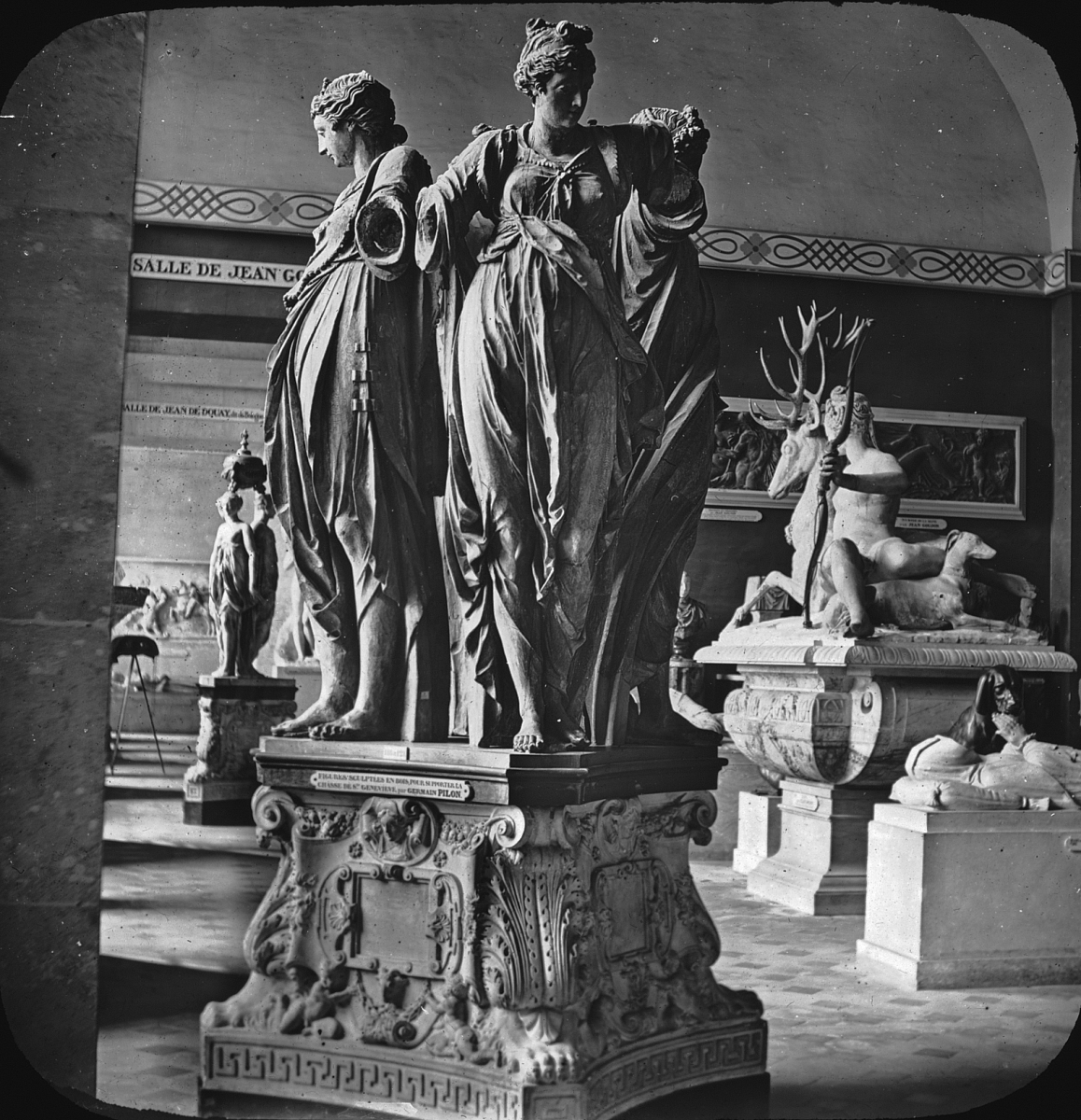
Les Quatre Vertus cardinales par Germain Pilon, musée du Louvre (phot. avant 1923).

Dans le christianisme, ce groupe de quatre vertus « cardinales », est complété par trois autres vertus dites « théologales » (foi, espérance et charité), données par Dieu même, ce qui les rend plus parfaites. Leur ensemble constitue les sept vertus. 
Dans la perspective chrétienne, les vertus humaines acquises par l’éducation, par des actes délibérés et par une persévérance toujours reprise dans l’effort, sont purifiées et élevées par la grâce divine. Avec l’aide de Dieu, elles forgent le caractère et donnent aisance dans la pratique du bien. L’homme vertueux est heureux de les pratiquer. Les vertus sont les fruits et les germes des actes moralement bons ; elles disposent toutes les puissances de l’être humain à communier à l’amour divin. Vertu cardinale, la justice est appelée « vertu de religion » quand il s'agit de justice envers Dieu. 
Elles sont directement évoquées dans le Livre de la Sagesse (8,7), livre tardif de rédaction grecque de l'Ancien Testament, non inclus au canon juif ni protestant : « Aime-t-on la rectitude ? Les vertus sont les fruits de ses travaux, car elle enseigne tempérance et prudence, justice et force. »

Le célèbre Catéchisme de Pie X apportera en 1905 une définition des vertus surnaturelles :

« La vertu surnaturelle est une qualité que Dieu infuse dans l’âme et par laquelle on a de l’inclination, de la facilité et de la promptitude à connaître et à faire le bien par rapport à la vie éternelle. Il y a sept vertus surnaturelles principales, savoir : trois théologales et quatre cardinales. (...)
La Foi, l’Espérance et la Charité sont appelées vertus théologales parce qu’elles ont Dieu pour objet immédiat et principal, et que c’est Lui qui les met en nous. (...)
La Prudence, la Justice, la Force et la Tempérance sont appelées vertus cardinales parce qu’elles sont le pivot ( latin cardo ) et le fondement des vertus morales. »

## Représentations artistiques
Dans les œuvres du Moyen Âge, de la Renaissance et du XVIIIe siècle, étudiées par l'iconologie, les vertus sont généralement représentées de façon allégorique par des femmes. Les vertus sont représentées avec des attributs symboliques, qui varient selon les artistes et les auteurs. Néanmoins certains attributs donnent lieu à de nombreux réemplois. La prudence peut être associée au miroir et au serpent. La tempérance est symbolisée par deux récipients avec l'eau passant de l'un à l'autre. Pour ce qui est de la force d'âme, l'attribut est généralement un glaive ou une couronne. Et enfin, pour représenter la justice, ce sont souvent la balance ou l'épée qui servent d'attribut ,.
Dans les représentations des vertus sur les porches des cathédrales au Moyen-Âge les allégories des vices jouxtent celles des vertus, afin de symboliser le combat spirituel, c'est-à-dire la lutte de l'homme pour surmonter ses limites et ses tendances mauvaises. Ainsi, le vice qui s'oppose à la force est la faiblesse, la lâcheté. Le contraire de la prudence est la sottise, la stupidité. À la tempérance, s'opposent l'avidité et l'orgueil. La justice s'oppose à la tromperie, l'usurpation. 
Dans la cathédrale de Nantes, le tombeau de François II de Bretagne, duc de Bretagne, et de Marguerite de Foix, exécuté entre 1502 et 1507, met en scène les quatre vertus d'une manière symbolique. En effet, chaque sculpture possède des attributs et une représentation individualisée pour les traits des visages et le drapé des vêtements. La prudence et la tempérance sont représentées par une attitude sereine et la simplicité des vêtements tandis que la force et la justice sont représentées avec une attitude de détermination et des vêtements fastes. Ce travail, œuvre de Michel Colombe, est considéré comme une œuvre majeure de l'art de la Renaissance en France.
Sont également représentées les quatre vertus cardinales :
- Au portail central de l'hôtel de ville de Bruxelles ;

- À celui de l'hôtel de ville de La Rochelle :

Hôtel de ville de La Rochelle, XVIIe siècle
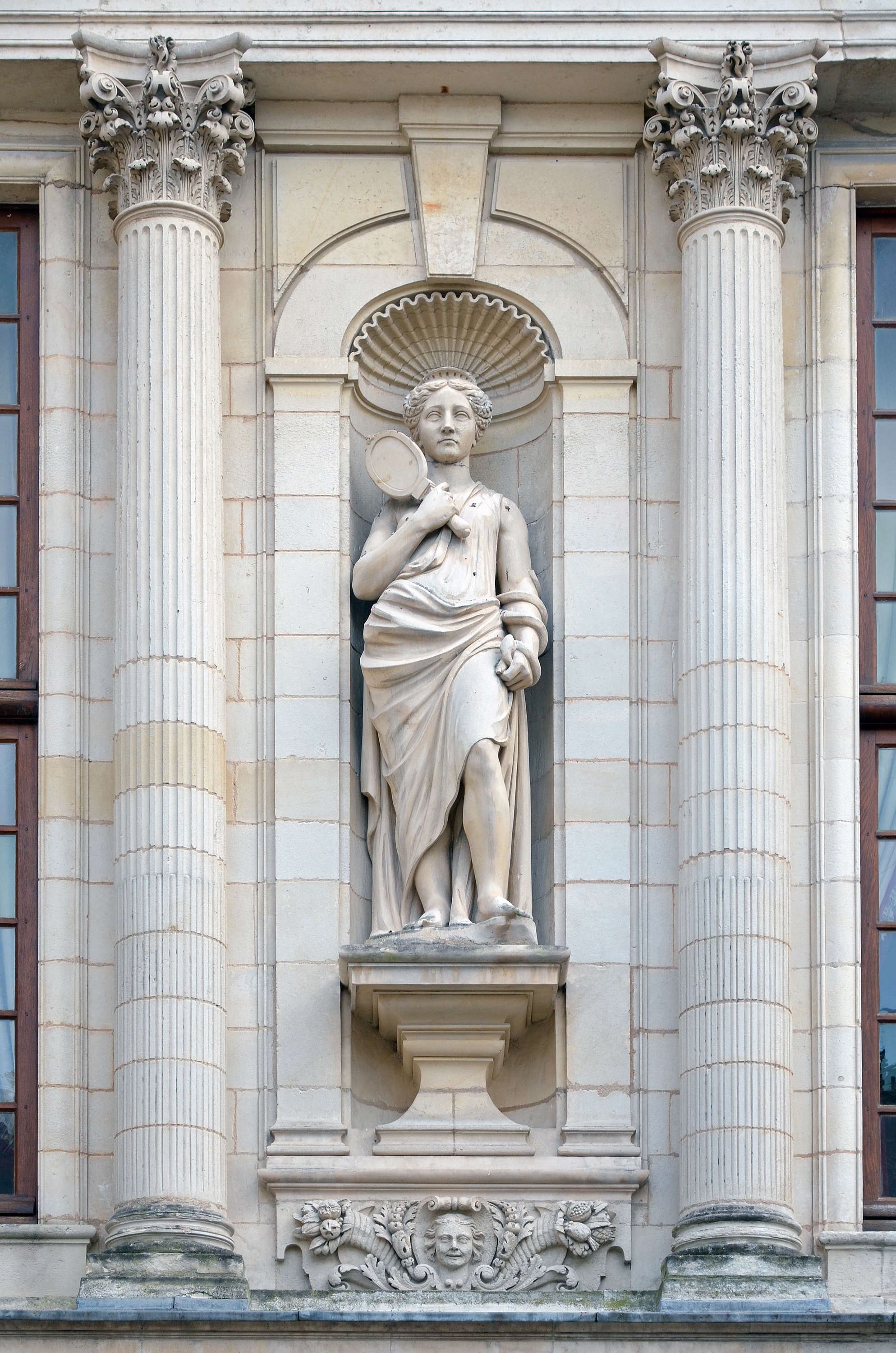
La Prudence.
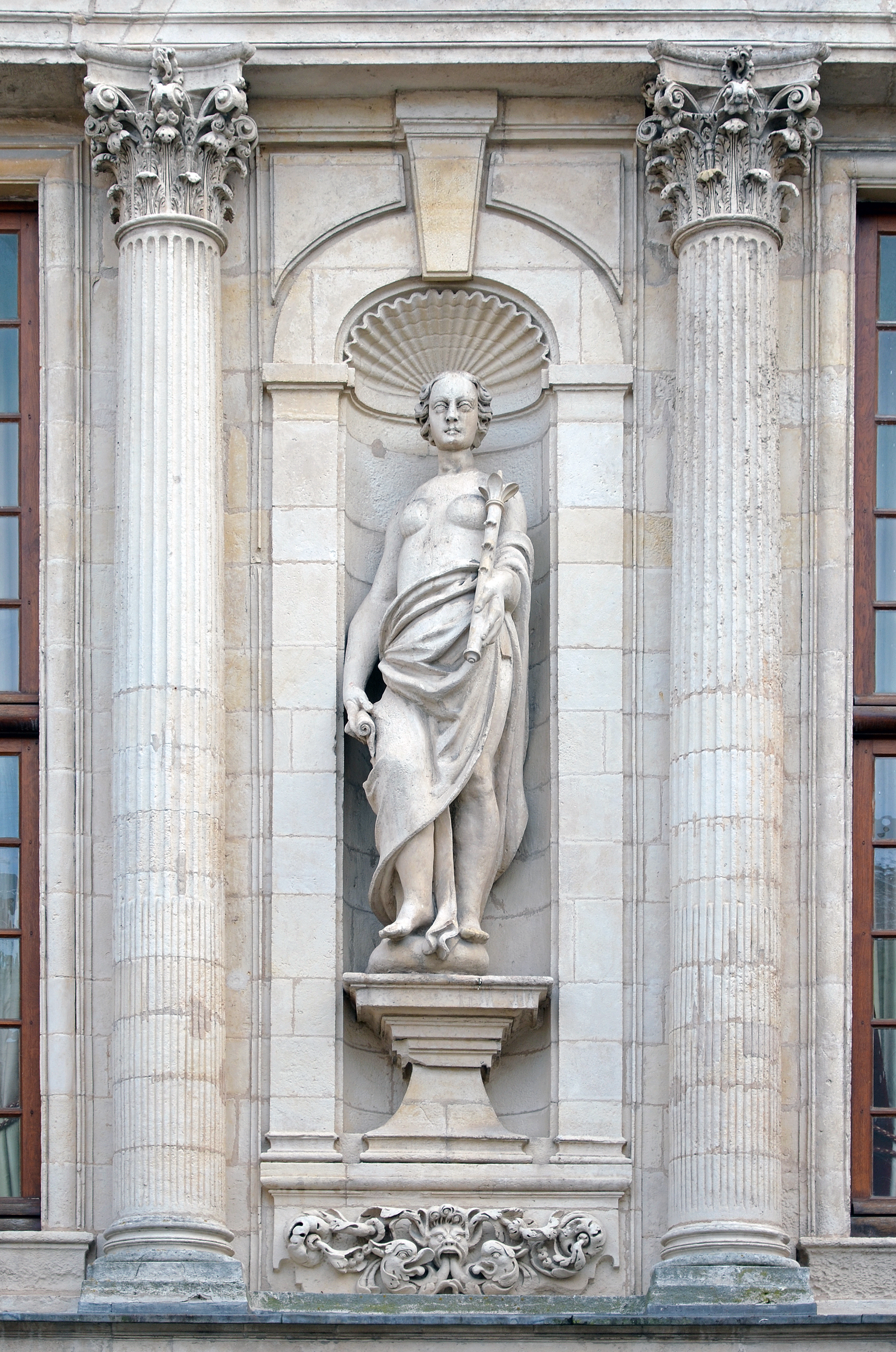
La Justice.
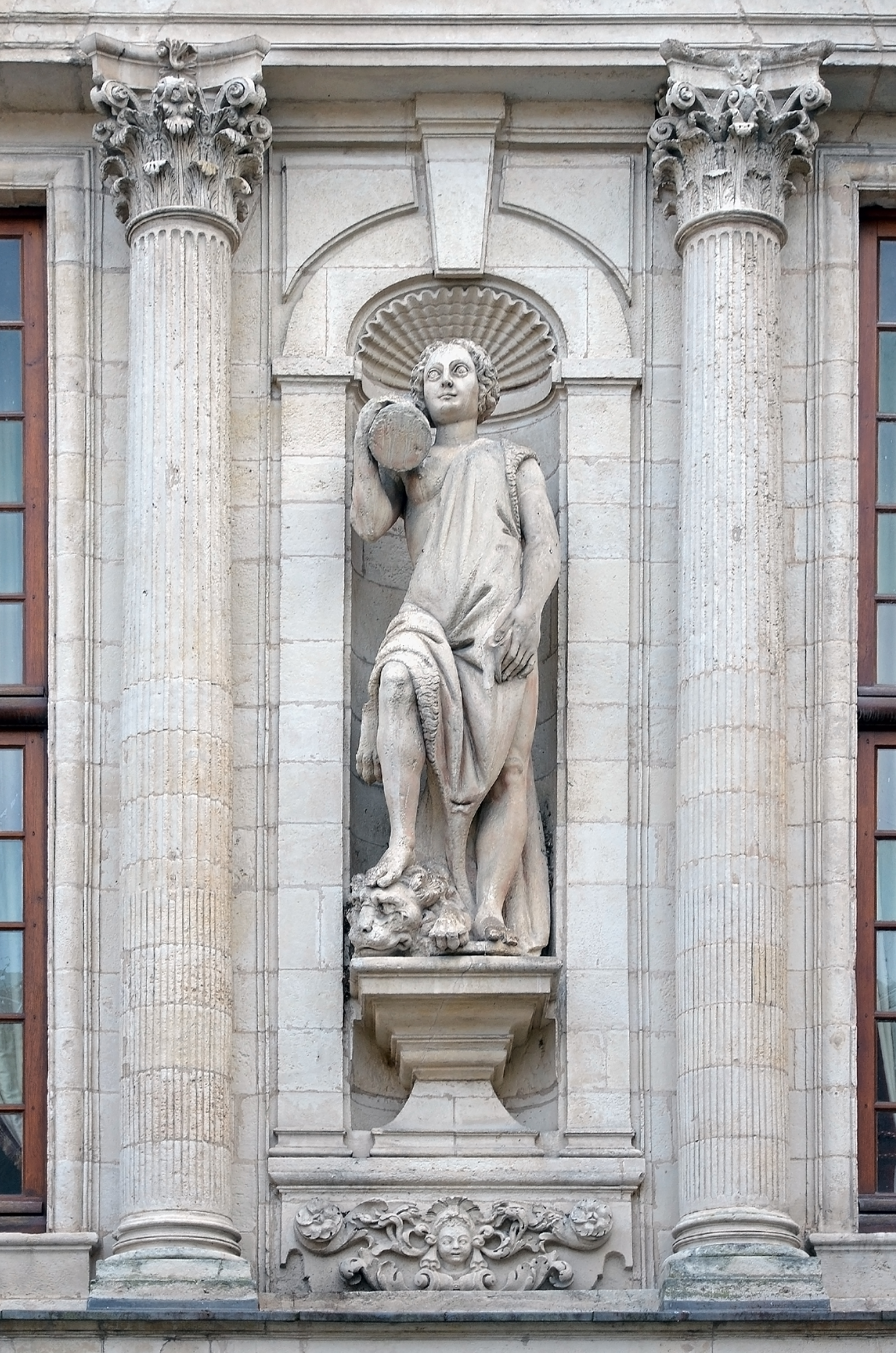
La Force.
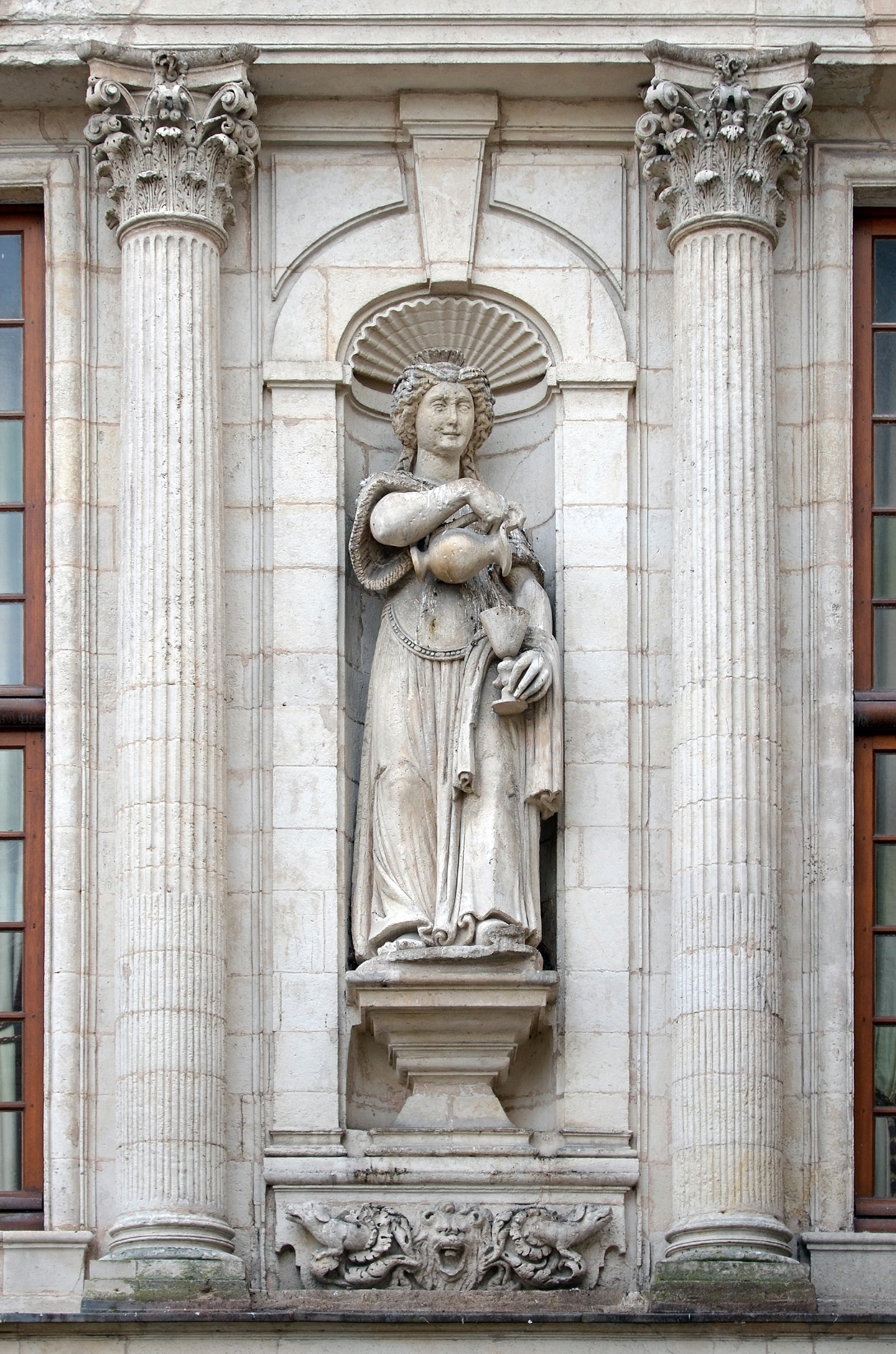
La Tempérance.

- Dans l'église Sainte-Marie-du-Rosaire de Venise :

Église Sainte-Marie-du-Rosaire de Venise, 1737
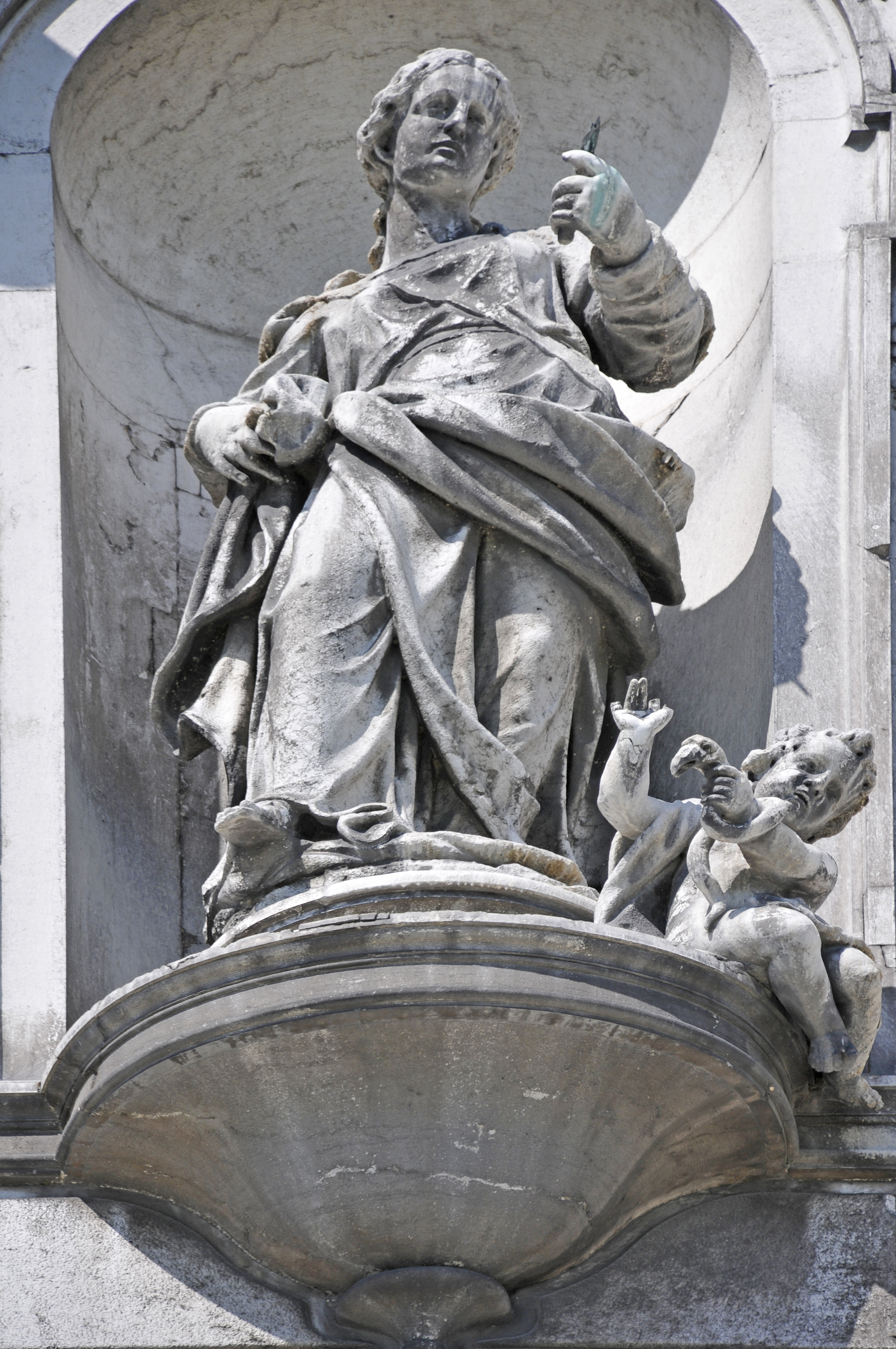
La Prudence par Gaetano Fusali.
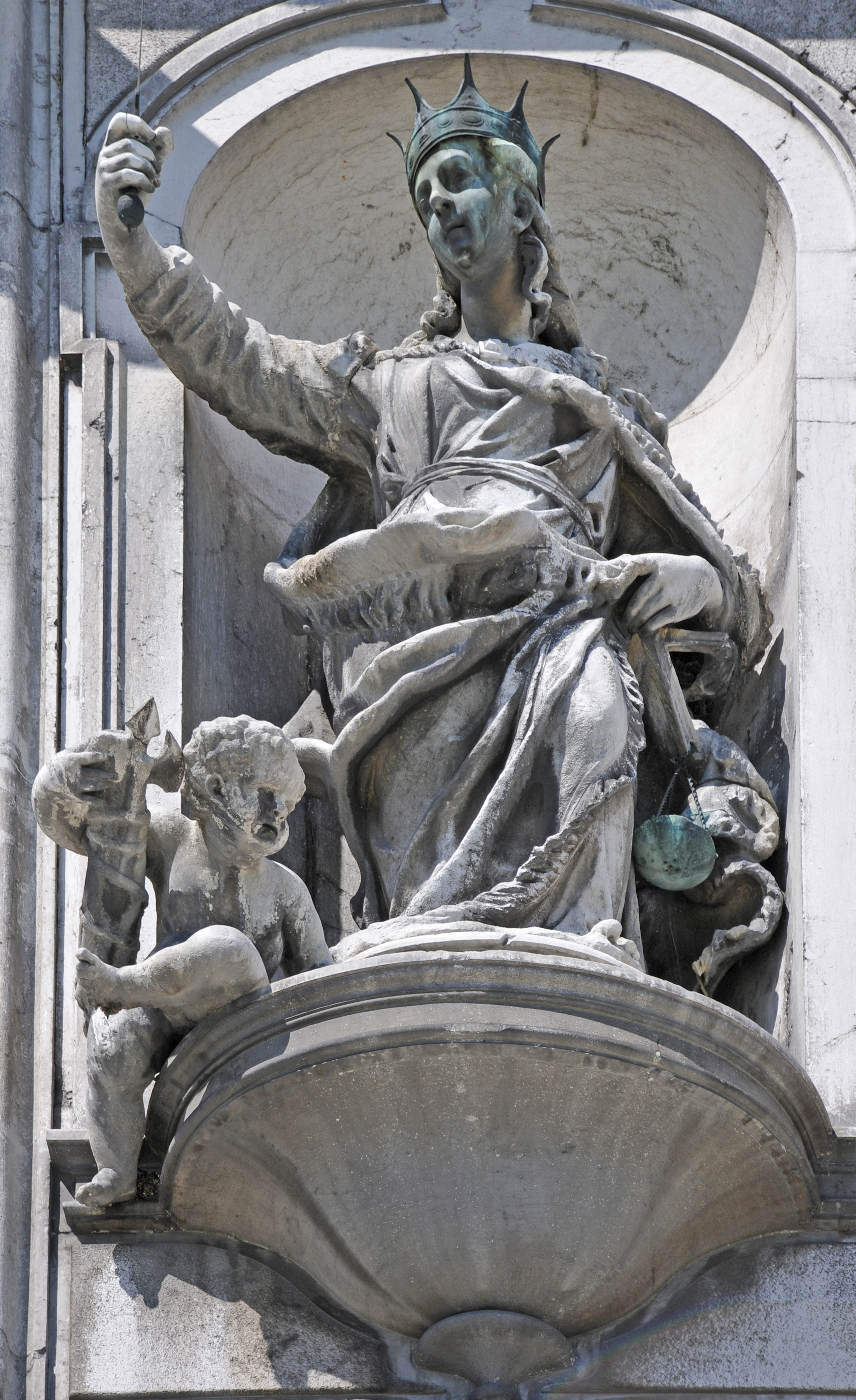
La Justice par Francesco Bonazza.
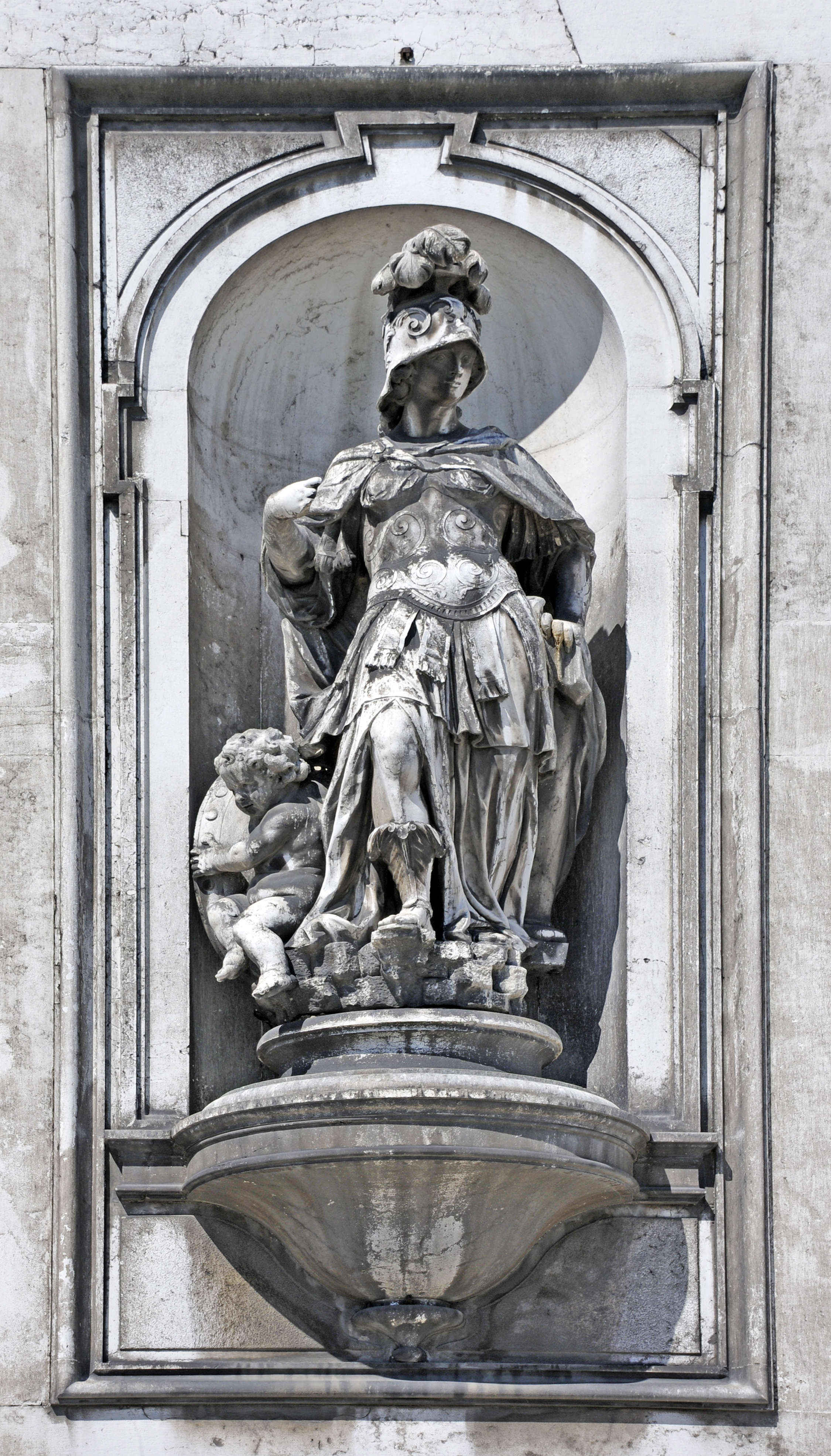
La Force par Giuseppe Torretto.
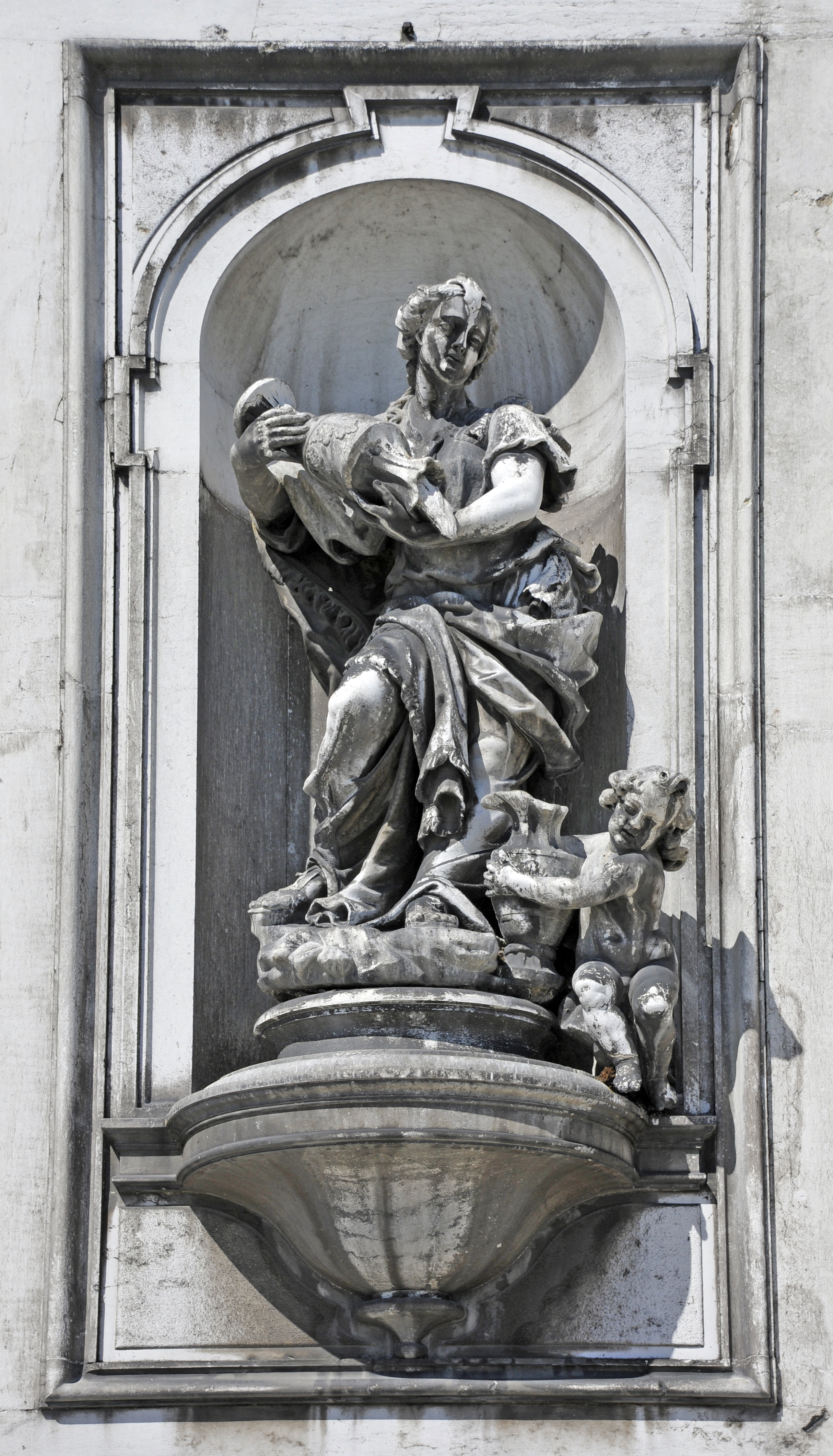
La Tempérance par Alvise Tagliapietra.